# Daniël Belinfante
Daniël Belinfante   (Amsterdam, 6 de març de 1893 - Auschwitz, 1945) va ser un compositor jueu neerlandès.

## Biografia
El pare de Daniel Belinfante fou Aaron Belinfante, que era pianista, i la seva mare és Sara Lisser. Va tenir nou germans més, alguns dels quals van morir d'hora. Va rebre les seves primeres lliçons de violí del seu pare, i més tard del seu oncle Sidney Belinfante. Més tard també va anar a estudiar piano.
El 1923 es va casar amb una alumna, Martha Dekker, germana de l'escriptor Maurits Dekker. El 1928 es van traslladar a Blaricum. Poc se sap sobre les seves vides privades, especialment el període Gooise. No se sap si o com van participar en la vida musical local. El 1942 es va traslladar amb Martha a Amsterdam per ordre de l'ocupant nazi, on van romandre durant algun temps al Camperstraat. Poc després, es va amagar allà. Martha va entrar en il·legalitat, i es va amagar a Rotterdam. Va rebre un premi pel seu treball de resistència després de la guerra.

Daniel va ser arrestat el 19 d'agost de 1943. De les notes de Martha apareix: 
| « | <"... amagant-se es va fer càrrec de molts amagatalls, per menjar, modèstia i diners. Motiu: sentit de la justícia i la humanitat". Com a Mr. Hafkamp, va llogar una casa declarada inhabitable, i va sol·licitar gas, electricitat i aigua en nom de Mr Mulder. Va tenir cura d'aquestes persones de moltes maneres i va ajudar on va poder ajudar. Va ser capturat quan van arribar diàriament a l'adreça intervinguda missatges de ràdio anglesos, davant de la porta d'aquesta casa, sense una estrella, i així, va ser enviat al camp de concentració."> | » |

A través de la "Hollandsche Schouwburg", la caserna penal del camp Westerbork i Auschwitz, Daniel va acabar a Fürstengrube, un camp de treball d'Auschwitz prop d'una mina de carbó. Les notes de Martha mostren: "Va ser emprat per primera vegada en l'orquestra, més tard a les mines. Té, encara que de constitució de ferro colat, per desnutrició i mala malaltia òssia de tractament. Va ser ingressat a l'hospital - aquest va ser incendiat en l'aproximació als russos per un batalló de la Wehrmacht, que va venir especialment per això. No es va permetre la sortida de cap home jueu. Testimonis oculars van portar aquest missatge.

A finals de juliol de 1945 Martha Belinfante-Dekker va rebre un missatge a través de la Creu Roja que Daniel havia mort el 27 de gener de 1945. A continuació, escriu en les seves notes: 
| « | <"Sento que a finals de juliol de 1945, tot està buit - béns de la llar desapareguts .... Estic en una casa buida, tot està tranquil. Oh Déu, per què és aquest terrible destí la meva part". Encara no s'han recuperat els efectes personals; Probablement van ser saquejats pels ocupants durant la Segona Guerra Mundial."> | » |

## Carrera
Es va convertir en soci de la Primera Escola privada de música i conservatori de Simon van Adelberg, al johannes verhulststraat 112 d'Amsterdam. Es va fer càrrec d'aquesta escola de música el 1915, i va canviar el nom a "Music School Watergraafsmeer" (director Dan. Belinfante), i el va traslladar a Linnaeusparkweg 39. A principis de la dècada de 1930 l'escola de música es va traslladar a l'adreça Pythagorasstraat 27 a la cantonada del Hogeweg. Va dirigir l'escola de música amb la seva dona. El Municipi d'Arxius d'Amsterdam té una sèrie de fullets de l'escola de música de la dècada de 1930 que, a més de l'objectiu ("Formació General dels primers Principis de l'Art Show al Desenvolupament Complet, així com per a músics professionals com Dilettanten") també enumera les opcions de l'escola de música.
El mateix Daniel va donar classes de piano i composició, Martha va proporcionar "Modern Children-Singing-Declamation-Games". Alguns dels altres professors havien estat reclutats de lOrquestra Concertgebouw. Els cursos clàssics es van donar a l'escola de música. A partir de 1934 també es va donar jazz a la First Hollandsche Jazz Class que va ser fundada aquell any. El fullet de 1935 esmenta els noms de "Hans Krieg (Piano-Jazz), J. van Sloghem (Trompeta), S. Gompertz (Percussió i Baix de Corda, Trombó) i Chr. Smit (Voll). Percussió, Saxòfon)". Això mostra els instruments de jazz i el caràcter d'aquesta formació. Les actuacions anuals dels estudiants es van donar sovint a la petita sala del Concertgebouw.

## Obres
El 1941 va portar les seves composicions a la seguretat amb els amics. En les notes de Martha trobem el següent text: 
| « | <"17 febrer 1941 portem el nostre treball als amics, perquè hi ha xerrada a tot arreu i els jueus amenaçats de persecució. Déu meu, quan l'home es convertirà en home? Quan acabarà la bogeria de la passió vermella de la sang i la terrible destrucció?"> | » |

 Anys en les obres mostren que al començament de la guerra molts encara componen. El seu últim treball, el Polyrhytmic Etude' n è. 3, data d'agost de 1943; pel que sembla, fins i tot després de 1941, va ser capaç de portar les seves composicions més recents a la seguretat. Després de la guerra, Martha va canviar el nom de l'escola de música "Music School Dan. Belinfante" en homenatge al seu difunt marit. El 1955 Martha va lliurar els manuscrits musicals al llavors departament d'Arxius de Música Holandesa del "Haags Gemeentemuseum", que ara forma part de l'Institut Holandès de Música.
A principis de gener de 2005 van aparèixer diverses composicions per a piano de Daniël Belinfante. La senyora Wil Huizinga de Heerenveen va informar que posseïa diverses composicions per a piano de Daniël Belinfante que li van ser llegades per Jos Belinfante, cosí de Daniel. Abans de la guerra, Jos havia estat estudiant de piano de Daniël i després de la guerra havia ensenyat per primera vegada a l'escola de música. Es diu que ella i Daniel tenien un fort vincle, com demostren les peces per a piano que queden: gairebé totes estaven dedicades a ella o tenien data el dia del seu aniversari, el 21 d'octubre. Les obres de piano, principalment curtes, porten títols Arabescos i Estudis polirítmics, i aparentment es dipositen amb Jos per separat de les altres composicions de Daniel. Wil Huizinga va prendre classes de piano de Daniël des dels 8 als 12 anys, fins als primers anys de la guerra, i les anomenades classes de ZD de Martha Belinfante. Descriu Daniel com un home amable que va ensenyar amb calma. També va informar que Daniel es va negar a portar l'estrella de David i que inicialment no volia amagar-se fins que ja no va ser possible.
Les seves obres per a piano mostren una forta influència de la música francesa del període d'entreguerres, que és habitual per a molts compositors holandesos en aquella època. Hi són presents les influències de Ravel i Debussy, així com de membres del Groupe des Six, com Darius Milhaud i Francis Poulenc. Especialment la bio-politonalitat de Milhaud, l'ús de dues o més tecles alhora, és clarament identificable.

## L'obra inclou
- 5 concerts en solitari,
- 1 suite orquestral,
- 3 quartets de corda,
- 3 sonates per a piano i cordes,
- 18 obres de piano,
- 2 obres de música de cambra per a diverses instrumentacions,
- 15 peces per a veu i piano,
- 12 peces per a diverses veus i cors amb piano o orquestra.

Abans de la guerra, l'obra de Daniël Belinfante gairebé no s'havia representat i, fins al maig del 2004, no es va fer gens, segons se sap; No es van trobar indicis als arxius de Martha que alguna de les seves obres es dugués a terme després de la guerra.